# Hans Kolbow
Hans „Hannes“ Kolbow war ein deutscher Fußballspieler.

## Werdegang
Der Abwehrspieler Hans Kolbow spielte für Arminia Bielefeld. Er gab im April 1911 im Alter von 14 Jahren sein Debüt in der ersten Mannschaft beim Auswärtsspiel bei Preußen Münster. Mit der Arminia wurde er 1922 und 1923 jeweils Westdeutscher Meister und qualifizierte sich damit für die Endrunde um die Deutsche Meisterschaft. Beide Male scheiterten die Bielefelder allerdings in der ersten Runde, wobei Kolbow in allen drei Endrundenspielen eingesetzt wurde und ohne Torerfolg blieb. 